# NGC 7331
Az NGC 7331 (más néven Caldwell 30) egy spirálgalaxis a Pegasus csillagképben.

## Felfedezése
A galaxist William Herschel fedezte fel 1784-ben.

## Tudományos adatok
Az NGC 7331 az egyik legfényesebb galaxis, ami Charles Messier katalógusából hiányzik. A galaxis majdnem éléről látszik, de a spirálkarok így is könnyen felfedezhetők benne. Eddig egy szupernóvát fedeztek fel benne:
- SN 1959D

A galaxis 816 km/s sebességgel távolodik tőlünk.